# إجراءات نشطة

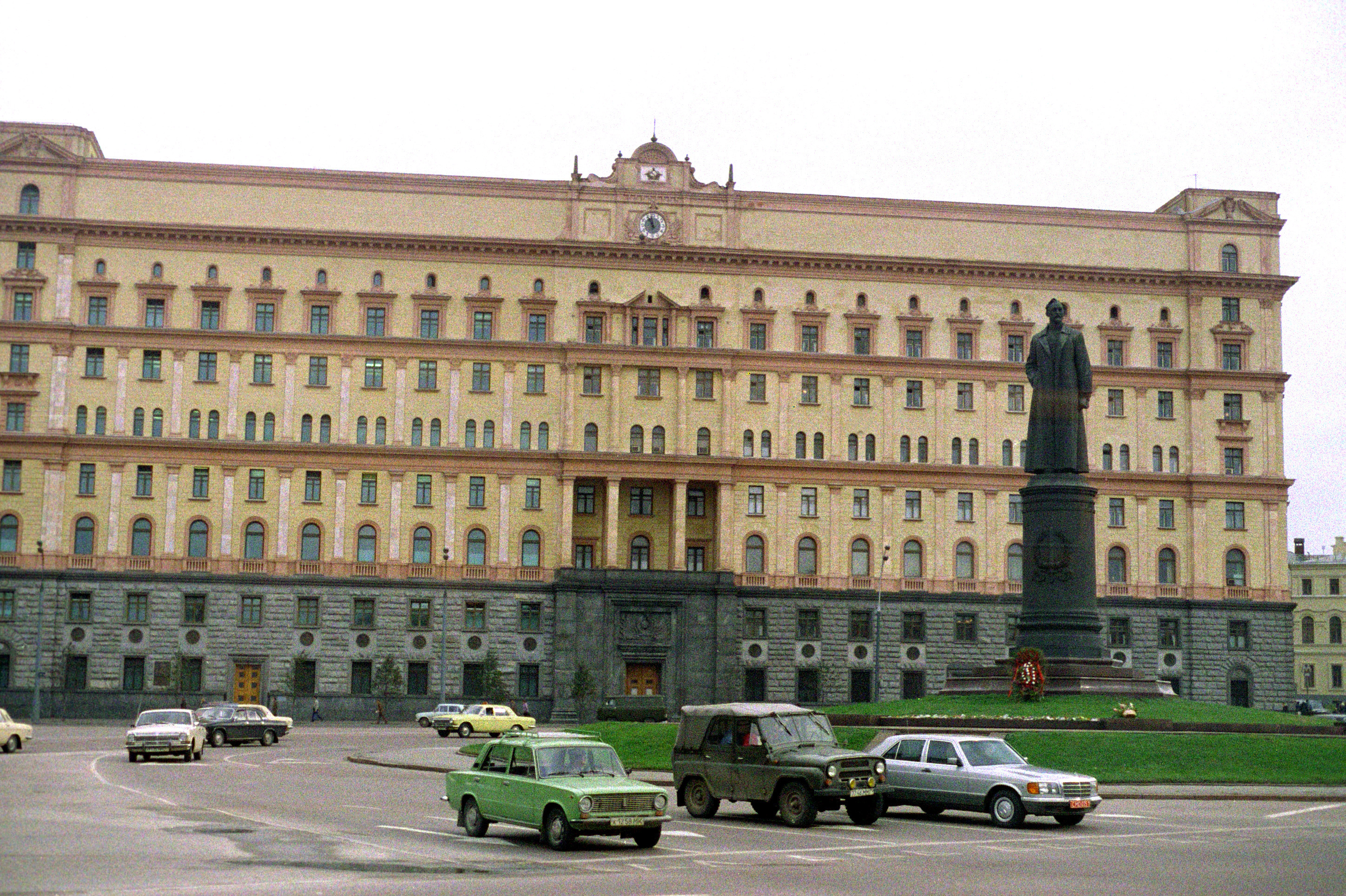
مشهد لمكاتب شرطة الدولة السوفييتية KGB الواقعة في دوار دزيرجينسكي، على مقربة من الساحة الحمراء.

الإجراءات النشطة (بالروسية: активные мероприятия) هو مفهوم يعود للعهد السوفيتي يطلق على أعمال الحرب السياسية التي تشنها أجهزة الاستخبارات السوفيتية، ومن بعدها الروسية، بهدف التأثير على الأحداث العالمية، بالإضافة إلى جمع المعلومات الاستخباراتية وإنتاج تقدير «صحيح سياسيًّا» لها. استُخدمت الإجراءت المضادة على نطاق محلي ودولي. وتضمنت بث المعلومات الكاذبة والبروباجاندا وتزييف الوثائق الحكومية والاغتيالات والقمع السياسي، ومن مثل ذلك اختراق الكنائس واضطهاد المعارضين السياسيين.
وفقًا لأرشيف ميتروخن، تضمنت أعمال الإجراءات النشطة إنشاء ودعم منظمات واجهة (مثل مجلس السلام العالمي)؛ وأحزاب شيوعية واشتراكية في الخارج؛ وأعمال الحرب التحررية في العالم الثالث؛ ومجموعات ثورية متمردة ذات نشاط إجرامي أو إرهابي. وساهمت أجهزة الاستخبارات في الكتلة الشرقية في هذا البرنامج، وقدمت عملاءً ومعلومات استخباراتية لتنفيذ الاغتيالات وأنواع أخرى من العمليات السرية.
وصف اللواء المتقاعد من لجنة أمن الدولة (كي.جي.بي) أوليج كالوجن الإجراءات النشطة بالقول بأنها "قلب وروح الاستخبارات السوفيتية: "ليست جمع معلومات، لكنها وقيعة: الإجراءات النشطة لإضعاف الغرب، ودق أسافين في تحالفات المجتمع الغربي المختلفة، خاصة منظمة حلف شمال الأطلسي، ولزرع الخلاف بين الحلفاء، من أجل إضعاف الولايات المتحدة في نظر شعوب أوروبا وآسيا وأفريقيا وأمريكا اللاتينية، وهو ما يمهد الأرض في حالة وقوع حرب."

## الإرث
عقدت وسائل الإعلام الغربية مقارنة بين الإجراءات النشطة للاتحاد السوفيتي وحملات التضليل المعلوماتي، التي تُتهم روسيا الاتحادية بشنها، مثل التدخل المزعوم في تصويت البريطانيين على الخروج من الاتحاد الأوروبي، والتدخل الروسي في الانتخابات الرئاسية الأمريكية لعام 2016، ودعم روسيا لحركات اليمين المتطرف وأحزابه في الغرب، حيث يشير عاقدو هذه المقارنات إلى أن هذه الأنشطة كلها تهدف إلى إضعاف الديمقراطيات الغربية.